# Wisla Cracovia (baloncesto femenino)

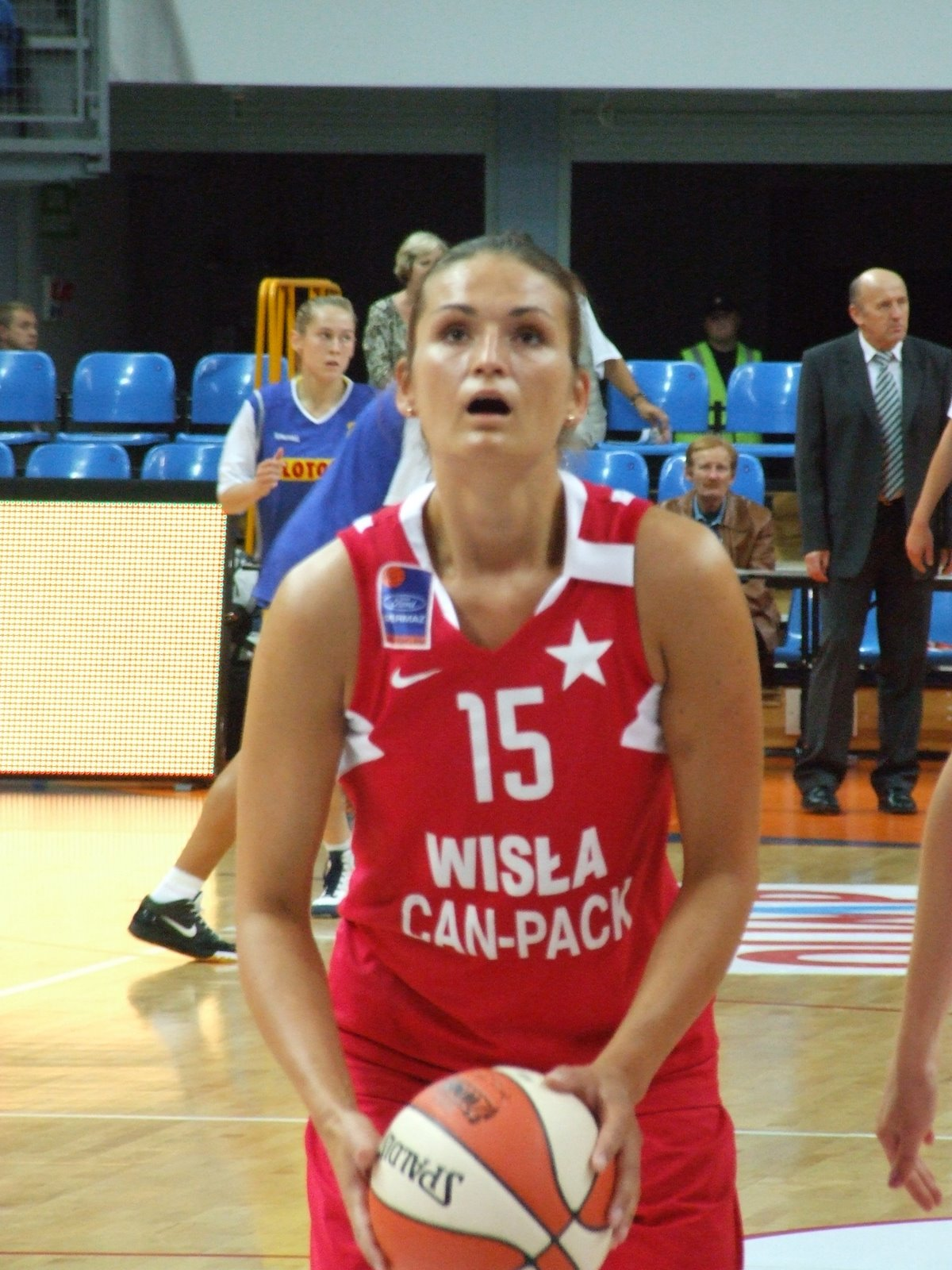
Jugadora del Wisla Cracovia.

El Wisla Can-Pack Krakow es la sección de baloncesto femenino del Wisla Cracovia, un club polideportivo polaco, que la creó en 1928. Viste de rojo y blanco y juega en la PLKK, en la Sala TS Wisla de Cracovia.
El Wisla fue el equipo de baloncesto femenino más laureado de Polonia durante la Guerra Fría, con 17 ligas entre 1963 y 1988. Además, en 1970 llegó a la final de la Copa de Europa, pero la perdió contra el Daugava Riga de Letonia. Desde 2006 ha resurgido con otras cinco ligas. Su mejor resultado en la Euroliga desde entonces es un 4.º puesto en 2010.

## Historia
El Wisla Can-Pack Krakow, fundado en 1928, es un equipo emblemático del baloncesto femenino en Polonia. Su historia está marcada por el éxito y la tradición, habiendo dominado la escena nacional durante la Guerra Fría y más allá. Con una impresionante colección de 22 títulos de liga, el equipo ha sido un pilar de excelencia y competitividad en el baloncesto polaco.

## Desarrollo y Futuro
A lo largo de los años, el Wisla Can-Pack Krakow ha sabido reinventarse y mantenerse relevante en el baloncesto femenino, adaptándose a los cambios del deporte y continuando su legado de éxito. La inversión en talento, tanto nacional como internacional, refleja el compromiso del club con la excelencia y su aspiración a seguir siendo líderes en el baloncesto femenino polaco y europeo.

## Contribuciones y Legado
El impacto del Wisla Can-Pack Krakow trasciende los logros deportivos, contribuyendo significativamente al desarrollo del baloncesto femenino en Polonia. A través de su historia, el equipo ha sido un modelo a seguir para jóvenes atletas, promoviendo el deporte entre las mujeres y ayudando a elevar el perfil del baloncesto femenino.

## Títulos
- Euroliga: Subcampeón en 1970
  - Final 1970: Perdió a doble partido contra el Daugava Riga (61-45 en Riga y 42-59 en Cracovia)
- 25 Ligas: 1963, 1964, 1965, 1966, 1968, 1969, 1970, 1972, 1975, 1976, 1977, 1979, 1980, 1981, 1984, 1985, 1988, 2006, 2007, 2008, 2011, 2012, 2014, 2015, 2016
- 13 Copas: 1959, 1960, 1961, 1966, 1967, 1979, 2006, 2008, 2009, 2012, 2014, 2015, 2017

## Plantilla 2014-15
- Las jugadoras sin banderas son de nacionalidad polaca

| Bases                                                                          | Escoltas                                                              | Aleras                                           | Ala-pívots                                                      | Pívots                                          |
| ------------------------------------------------------------------------------ | --------------------------------------------------------------------- | ------------------------------------------------ | --------------------------------------------------------------- | ----------------------------------------------- |
| Cristina Ouviña (1,74) Courtney Vandersloot (1,73) Angelika Ostasiewicz (1,65) | Agnieszka Skobel (1,80) Magdalena Zietara (1,80) Allie Quigley (1,78) | Farhiya Abdi (1,88) Agnieszka Kaczmarczyk (1,88) | Justyna Zurowska-Cegielska (1,88) Agnieszka Szott-Hejmej (1,86) | Gintare Petronyte (1,96) Jantel Lavender (1,91) |

- Entrenador:  Stefan Svitek